# Географија Мађарске
Равнице покривају већи део Мађарске ("карпатски базен"), док на северу уз словачку границу има брда и планина (највиши врх: Кекеш, 1014 m). 
Мађарску дели по пола Дунав (Duna); друге велике реке су Тиса (Tisza) и Драва (Dráva), док на западу земље лежи велико језеро Балатон. 
Осим тога, Мађарска има највеће термално језеро на свету, језеро Хевиз.
Клима је континентална, са хладним и влажним зимама и топлим летима, а релативна изолација карпатског базена понекад изазива суше. 
Просечна годишња температура је 9,7 °C.
Већи градови су: Будимпешта, Дебрецин, Мишколц, Сегедин, Печуј, Њиређхаза, Кечкемет, Стони Београд, Ђер, итд.

## Покрајине
Мађарска је службено подељена на 40 покрајина: 19 жупанија (мађ. megye), 20 градских жупанија (мађ. megyei város) и главни град (мађ. föváros), Будимпешту.